# شارة الرياضة الألمانية
شارة الرياضة الألمانية (German: Deutsches Sportabzeichen (DSA)) هي زخرفة لاللجنة الأولمبية الوطنية الألمانية. يتم إجراء اختبار شارة الرياضة الألمانية بشكل أساسي في ألمانيا، وفي 39 دولة أخرى في الخارج. في عام 1993، افتتحت اللجنة الأولمبية الوطنية الألمانية مكتبًا دوليًا يدعى Ausland يسمح لغير الألمان بتنظيم DSA والمشاركة فيه والحصول عليه خارج ألمانيا، ولكن فقط تحت إشراف Verein (منظمة رياضية) وأذن Pruefer (قاضي)؛ يمكن منح الزخرفة لأي شخص يشارك في الاختبار.

## التاريخ

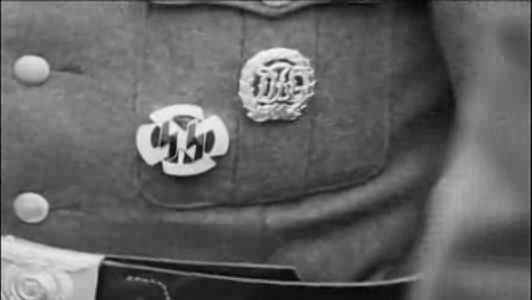
يرتدي الزي العسكري عام 1944 مع الزي الرياضي الألماني مع الصليب المعقوف عند القاعدة (في أسفل يسارها الأحرف الرونية من إتقان اللغة الألمانية)

تم إنشاء شارة الرياضة الألمانية، والتي تُعرف أيضًا باسم «شارة الرياضة الألمانية الوطنية» لأول مرة في عام 1913 وهي واحدة من أقدم الجوائز الألمانية التي ما زالت نشطة. بين عامي 1914 و1933، تم إصدار شارة الرياضة الألمانية لاستكمال الاختبارات البدنية المختلفة من قبل الشباب الذكور. كجائزة عسكرية، خلال سنوات الحرب بين عشرينيات القرن الماضي وقبل عام 1933، كانت شارة الرياضة الوطنية الألمانية واحدة من الجوائز العسكرية القليلة التي مُنحت لرايخويهر وقت السلم.
في ألمانيا النازية، صنعت الشارة مع الصليب المعقوف في قاعدتها، انظر الصورة.
بعد الحرب العالمية الثانية، أعيد اتحاد الرياضة الألمانية في ألمانيا الغربية شارة الرياضة الألمانية عام 1952 واستمر في هذا الوضع بعد إعادة توحيد ألمانيا. يتم التعرف عليها من قبل البوندسوير ويمكن ارتداؤها على الزي الرسمي. تم وضع شارة الألعاب الرياضية الألمانية أيضًا شرط دخول لبعض خدمات الشرطة الألمانية.